# Discoglossus jeanneae
Discoglossus jeanneae је водоземац из реда жаба (Anura) и фамилије Alytidae.

## Угроженост
Ова врста је на нижем степену опасности од изумирања, и сматра се скоро угроженим таксоном.

## Распрострањење
Ареал врсте је ограничен на једну државу. 
Шпанија је једино познато природно станиште врсте.

## Станиште
Станишта врсте су жбунаста вегетација и слатководна подручја. 
Врста је по висини распрострањена од нивоа мора до 2050 метара надморске висине.